# 부제니차

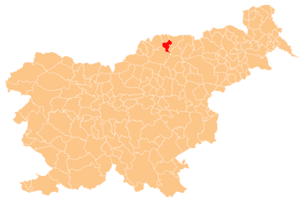
부제니차의 위치

부제니차(슬로베니아어: Vuzenica, 독일어: Saldenhofen 잘덴호펜[*])는 슬로베니아의 도시로 면적은 50.1km2, 높이는 338m, 인구는 2,786명(2002년 기준), 인구 밀도는 55.6명/km2이다.